# Antonio Grenci
Antonio Grenci (Serra San Bruno, 1º gennaio 1968) è un ex hockeista su ghiaccio italiano.